# 維米茨山

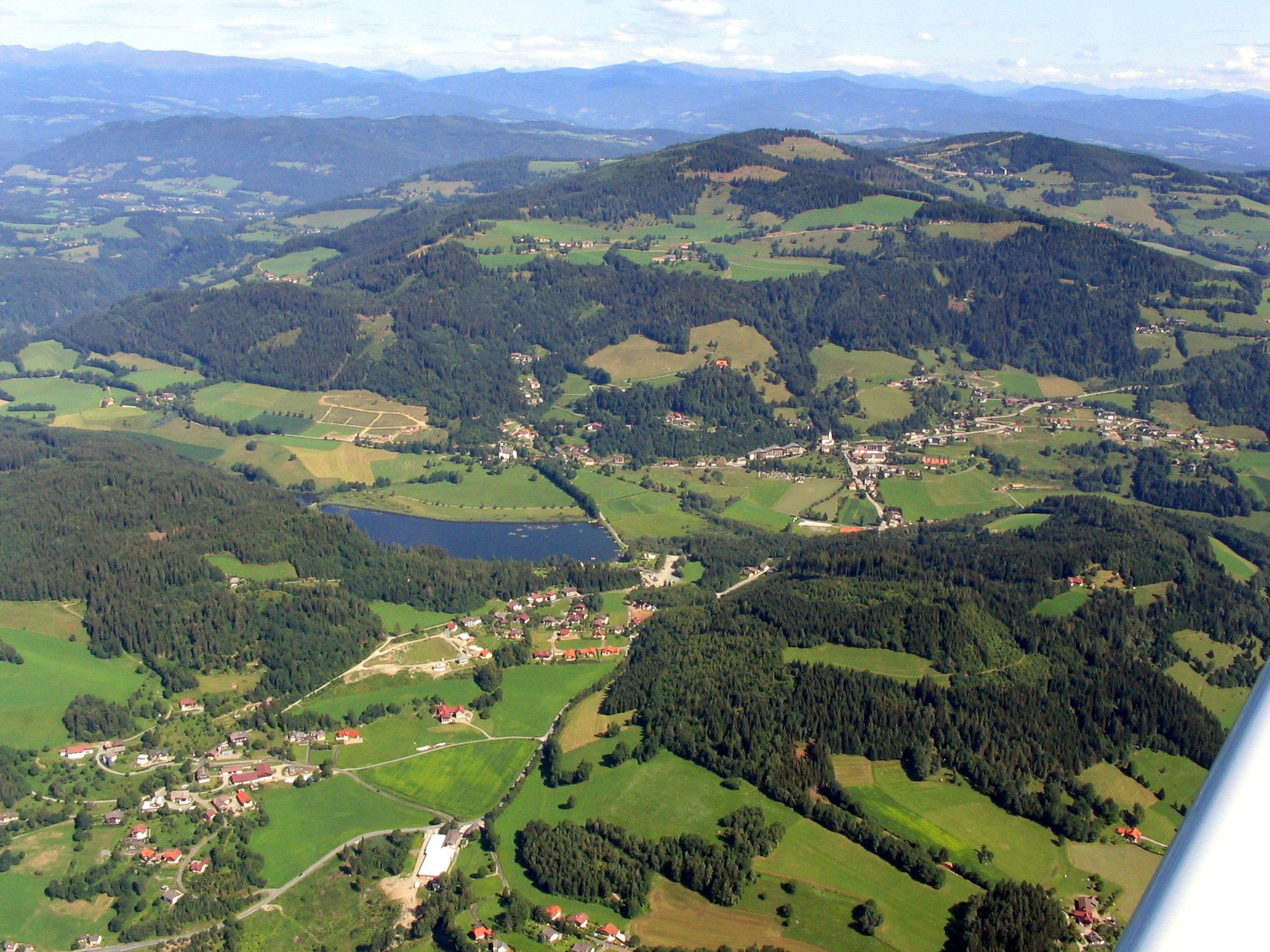

46°47′50″N 14°15′02″E / 46.797092°N 14.250555°E
維米茨山（德語：Wimitzer Berge），是奧地利的山峰，位於該國南部，由克恩頓州負責管轄，屬於古爾克阿爾卑斯山脈的一部分，由古爾克河和格蘭河圍繞，最高點海拔高度1,338米。